# Francisco Gautier
Francisco Gautier Oliber (Jean-François Gautier Oliber; Tolón, 14 de mayo de 1733-París, 15 de marzo de 1800) fue un constructor de navíos francés que sirvió a la Corona Española entre 1765 y 1782, implantando el método de construcción naval conocido como «sistema francés» o «a la francesa». Alcanzó el grado de brigadier de infantería, primer ingeniero general y director del Cuerpo de Ingenieros de Marina en España y de capitán de navío de la Marina francesa y director de la Academia de Ingenieros en París.

## Biografía
En 1740 ingresó en el seminario real de Tolón, donde los padres jesuitas le formaron en matemáticas, geometría y física. Finalizó sus estudios en el seminario en 1746 y fue propuesto como alumno constructor en la escuela del arsenal de Tolón, realizando mientras trabajos en el arsenal y la oficina del intendente mientras continuaba su formación.
A principios de marzo de 1750 fue nombrado oficialmente alumno-constructor y en 1758 se le ascendido a ingeniero-subconstructor. En 1761 fue elegido para el encargo de dirigir la construcción de un modelo de un navío de 64 cañones para Fernando, príncipe de Parma y nieto del rey de Francia. Además, se le encargó llevarlo a la corte parmesana e instruir durante unos meses al joven príncipe en nociones de matemáticas, geometría y construcción naval.
A su vuelta a Tolón, en 1762, se le nombró ingeniero-constructor y entre 1762 y 1763 dirigió la construcción y botadura del navío de 64 cañones Provence. En 1763 logró que lo destinaran la oficina del ministerio de marina en París a cargo del duque de Choiseul, donde trabajó bajo el mando de Truguer, antiguo intendente del arsenal de Tolón. Colaboró durante casi 2 años en el ministerio, en la redacción de las nuevas ordenanzas de la marina francesa que se aprobaron en marzo de 1765 con la creación del nuevo Cuerpo de Ingenieros Constructores.
El secretario de estado español, Jerónimo Grimaldi quien conocía el buen funcionamiento y estructura de los arsenales y flota francesa, al haber sido con anterioridad embajador en París, propone a Carlos III solicitar al ministro de marina francés Choiseul, la cesión de un constructor de dicho país. Los motivos son desconocidos, pero se entiende que se acordó para favorecer la política constructora naval española y unificar aún más ambas coronas después del III Pacto de Familia en 1761.
El duque de Choiseul negoció con Grimaldi la cesión y aceptó finalmente. Así, entre finales de 1764 y principios de 1765, Francisco Gautier llegó a España. Fue presentado al rey y le enseñó sus diseños para un navío de 70 cañones y una fragata de 26.
Su primer destino fue el Real Astillero de Guarnizo, aunque antes visitó en comisión los montes de Cantabria, donde certifica la valía del roble cántabro para la construcción naval.
Una vez en el astillero se le encargó la finalización de los seis navíos y cuatro fragatas del asiento de Manuel de Zubiría que estaba paralizado. Aunque las maderas ya estaban cortadas para su ejecución, siguiendo las directrices del anterior sistema constructor, "a la inglesa" o sistema de Jorge Juan. Gautier logró introducir modificaciones que encarecieron el asiento inicial, pero finalizó el encargo de 6 navíos de línea de 70 cañones en el tiempo previsto.
El 25 de abril de 1769 una Real Orden le nombra director de construcción de bajeles, igualmente de carenas, independiente de comandantes e intendentes de los Departamentos con el empleo de coronel de ingenieros del Ejército.
Durante 1770, y basándose en las normas del cuerpo de ingenieros-constructores de 1765 en las que trabajó durante su etapa en el ministerio de marina francés, redactó las normas para la creación del cuerpo de ingenieros de marina, del que fue nombrado ingeniero general, y rubricado por el rey el 10 de octubre de 1770.
El 25 de marzo de 1772 fue nombrado caballero pensionado de la Orden de Carlos III con el número 79.
En 1774 presentó su primera renuncia al cargo, la cual fue denegada. Durante los siguientes años, sufrió diferentes ataques a su trabajo que le causaron depresiones.
Estuvo destinado a la Corte en Madrid, Ferrol y Cartagena, lugar donde contrajo matrimonio en 1776 con Josefa Tacón y pasó los siguientes años.
En 1780, participó en el primer sitio a Gibraltar y presentó un proyecto para atacar desde la mar «arrimando 12 navíos blindados», protegiendo los cascos con hierro, lana y otros materiales.
Finalmente en 1782 se aprobó su renuncia al cargo de ingeniero general y brigadier y pasó a la reserva. Tras su dimisión, José Romero y Fernández de Landa le sustituyó en las funciones de ingeniero general interino, hasta enero de 1786, cuando fue nombrado ingeniero general.
Gautier regresó a París sobre 1783 y en 1784 se le nombró capitán de navío, director de construcción del arsenal de Tolón y también fue nombrado caballero de la Orden de San Luis.
En 1785 pasó al arsenal de Tolón y en 1786 dirigió allí la construcción de 3 navíos. En 1788 dirigió la construcción de cuatro fragatas. En 1792 firmó los planos de dos nuevas fragatas. En 1794 fue perseguido y apresado por una falsa denuncia de tenencia de armas. Durante 1795 vivió en París y trabajó en el despacho del ministro de marina. En 1798 fue absuelto del proceso en el tribunal militar popular. En 1799 fue nombrado director de la academia de alumnos ingenieros-constructores de París, pero su salud no le permitió ejercer.
Falleció en París el 15 de marzo de 1800, habiendo recurrido antes varias veces a la Corona Española pidiendo ayuda económica.

## Buques de Guerra diseñados por Francisco Gautier
A continuación se listan todos los navíos en los que participó directamente en su dirección, así como aquellos que fueron construidos siguiendo sus planos o sistema «francés».

### Navíos de 112 cañones
Gautier diseñó los planos de estos dos navíos, prácticamente gemelos, sobre la base de los del Santísima Trinidad pero aportando su conocimiento, sobre todo lo aprendido durante las pruebas del San Eugenio.  Fueron los primeros que innovaron su velamen con la inclusión de foques en lugar de vetustas cebaderas y sobrecebaderas.
| Fecha de Botadura | Nombre del Navío    | Astillero |
| ----------------- | ------------------- | --------- |
| 1779              | Purísima Concepción | Ferrol    |
| 1783              | San José            | Ferrol    |

### Navíos de 80 cañones
| Fecha de Botadura | Nombre del Navío | Astillero |
| ----------------- | ---------------- | --------- |
| 1771              | San Rafael       | La Habana |
| 1775              | San Eugenio      | Ferrol    |

### Navíos de 76 cañones
| Fecha de Botadura   | Nombre del Navío | Astillero |
| ------------------- | ---------------- | --------- |
| 29 de marzo de 1782 | San Fermín       | Pasajes   |

### Navíos de 74 cañones
| Fecha de Botadura       | Nombre del Navío      | Astillero            |
| ----------------------- | --------------------- | -------------------- |
| 18 de octubre de 1765   | San Juan Nepomuceno   | Guarnizo (Cantabria) |
| 16 de diciembre de 1766 | San Pascual Bailón    | Guarnizo (Cantabria) |
| 17 de marzo de 1768     | San Francisco de Asís | Guarnizo (Cantabria) |
| 10 de octubre de 1768   | San Lorenzo           | Guarnizo (Cantabria) |
| 9 de diciembre de 1768  | San Agustín           | Guarnizo (Cantabria) |
| 6 de febrero de 1769    | Santo Domingo         | Guarnizo (Cantabria) |
| 1770                    | San Pedro Apóstol     | Ferrol               |
| 1771                    | San Pablo             | Ferrol               |
| 1771                    | San Juan Bautista     | Cartagena            |
| 1772                    | San Gabriel           | Ferrol               |
| 1773                    | San Miguel            | La Habana            |
| 1773                    | Ángel de la Guarda    | Cartagena            |
| 11 de noviembre de 1779 | San Justo             | Cartagena            |

### Fragatas de 24 a 38 cañones[9]
| Fecha de Botadura       | Nombre de la Fragata               | Astillero            |
| ----------------------- | ---------------------------------- | -------------------- |
| 12 de julio de 1767     | Santa Catalina                     | Guarnizo (Cantabria) |
| 12 de febrero de 1768   | Santa Teresa                       | Guarnizo (Cantabria) |
| 15 de junio de 1768     | Santa Bárbara                      | Guarnizo (Cantabria) |
| 12 de agosto de 1768    | Santa Gertrudis                    | Guarnizo (Cantabria) |
| 24 de marzo de 1770     | Santa Lucía                        | La Habana            |
| 7 de abril de 1770      | Nuestra Señora del Rosario         | Ferrol               |
| 14 de noviembre de 1770 | Nuestra Señora del Carmen          | Ferrol               |
| 14 de junio de 1771     | Santa Dorotea                      | Cartagena            |
| 4 de abril de 1772      | Nuestra Señora de la Asunción      | Ferrol               |
| 4 de julio de 1772      | Santa Perpetua                     | Ferrol               |
| 1 de agosto de 1772     | Santa María de la Cabeza           | Ferrol               |
| 23 de abril de 1773     | Santa Clara                        | Cartagena            |
| 7 de julio de 1773      | Santa María Magdalena              | Ferrol               |
| 23 de junio de 1774     | Santa Margarita                    | Ferrol               |
| 5 de julio de 1774      | Santa Marta                        | Ferrol               |
| 24 de julio de 1776     | Santa Águeda                       | La Habana            |
| 28 de junio de 1777     | Santa Cecilia                      | La Habana            |
| Marzo de 1778           | Santa Matilde                      | La Habana            |
| 18 de julio de 1778     | Graña (a) Nuestra Señora de la Paz | Ferrol               |
| 9 de noviembre de 1778  | Nuestra Señora de la O             | La Habana            |
| 31 de marzo de 1779     | Santa Escolástica                  | Ferrol               |
| 10 de julio de 1780     | Santa Clara (3.ª)                  | La Habana            |
| 1781                    | Santa María de la Cabeza (2.ª)     | La Habana            |

## Publicaciones
- Reglamento de maderas de Roble necesarias para fabricar un Navío de 70 cañones, conforme al sxtema de construcción del Coronel de Ynfantería D.Francisco Gautier Director General de Construcción y Carenas de la Real Armada, aprobado por S.M. Año de 1769. Madrid. 1769.
- Maderas de roble necesarias para fabricar una fragata de 44 cañones.
- Demostración de las maderas, clavazones, pino, metales, betunes, jarcia, tejidos y más géneros que, con distinción de las partes de obra en que se empleó, se manifiesta necesario para la construcción de un navío de 74 cañones, el cureñaje de éstos, la lancha y botes, arboladuras con sus aparejos y velamen, según la actual disposición del brigadier ingeniero general hidráulico y de construcción D. Francisco Gautier. Manuscrito de 231 pp.
- Ordenanza de S.M. para el servicios del cuerpo de Ingenieros de Marina en los departamentos, y a bordo de los navíos de Guerra. Madrid. 1772.